# 至学館大学レスリング部
至学館大学レスリング部（しがっかんだいがくレスリングぶ）は、愛知県大府市にある至学館大学のレスリングチーム。旧称は、中京女子大学レスリング部。
中京女子大学時代から世界的にもレスリングの名門として知られており、多くのメダリストや有力選手、プロレスラー、格闘家が輩出している。また、全国レベルの大会では上位の常連であり同部の選手同士の対決も度々見られる。
また、かつての吉田沙保里など卒業してもなお練習の拠点としている選手もいる。

## 歴史
- 1989年（平成元年）、杉山三郎（至学館大学教授）によって創部[1]。
- 一期生の坂本涼子が4年在学中の1992年（平成4年）に女子世界選手権57kg級で優勝を果たす[2]。その後、2003年（平成15年）には監督に就任している[3]。
- 1996年（平成8年）には京樽を退職した栄和人が中京女子大附属高校（現・至学館高校）に赴任し、中京女子大学の指導も手掛ける[4][3]。

また、かつてリプレ化粧品がスポンサーとなり援助受けていたことから、所属が「リプレ中京女大」となっていた時期がある。

## スタッフ・選手

### スタッフ
- 部長 後藤英之
- 監督・コーチ等 栄和人

### 卒業生
- 坂本涼子
- 宮本知恵
- 岩間怜那
- 辻結花 - 総合格闘家、総合格闘技闇愚羅所属。
- 大門まい子 - 総合格闘家、総合格闘技闇愚羅所属。
- 高林恭子 - 総合格闘家、ALIVE所属。
- 吉田沙保里 - 女子レスリング選手。
- 伊調千春 - 女子レスリング選手。青森県立八戸西高等学校教諭。
- 伊調馨 - 女子レスリング選手。綜合警備保障所属。
- 坂本襟
- 坂本真喜子
- 小原日登美（旧姓:坂本）
- 甲斐友梨
- 新海真美
- 石井千恵（＼(^o^)／チエ） - 女子プロレスラー、結婚を機にハッスル名古屋大会を最後に引退。
- 本橋裕子 - 女子プロレスラー、エスオベーション所属。
- 西牧未央
- 井上佳子
- 伊藤彩香 - 東新住建に所属していたが、2020年3月末をもって現役引退[6]。
- 志土地希果 - ジェイテクトに所属していたが、2018年に現役引退[7]。
- 登坂絵莉 - 東新住建に所属していたが、2022年3月31日をもって退職[8]。
- 栄希和 - 2020年にジェイテクトで現役引退後、至学館大学レスリング部コーチに就任[9]。
- 渡利璃穏 - アイシンAW（現・アイシン）に所属していたが、2019年内をもって現役を引退[10]。
- 土性沙羅 - 東新住建に所属していたが、2023年3月31日をもって現役を引退[11]。
- 角谷萌々果 - アイシンAW（現・アイシン）に所属していたが、2021年に現役を引退[12]。
- 川井梨紗子 - ジャパンビバレッジに所属[13]。
- 志土地真優（旧姓:向田） - ジェイテクトに所属[14]。
- 川井友香子 - ジャパンビバレッジに所属[13]。
- 奥野春菜 - 自衛隊に所属。
- 五十嵐未帆 - 明光ネットワークジャパンに所属[15]。
- 源平彩南 - アイシンに所属[16]。
- 五十嵐彩季[17]
- 南條早映[17] - 東新住建に所属[18]
- 松雪成葉[17] - ジェイテクトに所属[19]。
- 松雪泰葉[17] - ジェイテクトに所属[19]。
- 花井瑛絵[17] - 三重県立朝明高等学校教諭。
- 屶網さら[17] - KeePer技研に所属[20]。
- 永本聖奈[17] - アイシンに所属[21]。
- 吉元玲美那[17] - KeePer技研に所属[20]。

他

### 中退
- 長野美香 - 総合格闘家、S-KEEP所属。

### 在籍選手
- 稲垣柚香[17]

## 中京女子大学レスリング部を題材とした作品
- 『ちゅうじょ 中京女子大レスリング部物語』 （作画：中祥人 原作協力：星井博文、ISBN 4408612685）週刊漫画サンデー 2008年7月15日号 - 2008年7月22日号に前後編連載。